# Aula invertida
Sala de aula invertida (em inglês: flipped classroom) é uma metodologia de blended learning pesquisada desde 1990. Entretanto, potencializou-se no ano de 2007, nos Estados Unidos da América, com os professores Jonathan Bergman, Karl Fisch e Aaron Sams. Esse tipo de estratégia pedagógica tem como objetivo usar o melhor dos recursos presenciais e virtuais, facilitando a aprendizagem dos estudantes.
Designa-se aula invertida porque inverte a lógica de organização da sala de aula. Com ela, os alunos aprendem o conteúdo em suas próprias casas utilizando Tecnologias de Informação e Comunicação (TIC), por meio de videoaulas ou outros recursos interativos, como jogos de computador, textos, vídeos ou outro conteúdo adicional para estudo.
O professor torna-se o mediador e a tecnologia, suporte para que os estudantes acessem conteúdos e informações antes da aula. O tempo em sala, então, é optimizado e dedicado à discussões, dúvidas, pontos-chave e dinâmicas em grupos assim como o professor passa a ser o dinamizador para a realização de exercícios, atividades em grupo e realização de projetos. Aí aproveita para tirar dúvidas, aprofundar no tema e estimular discussões, a fazer também análises, avaliações e dinâmicas.
Essa modalidade tem como resultado uma maior interação entre professores e estudantes e permite um melhor aproveitamento a alunos com dificuldades na aprendizagem. Para os estudantes que têm mais facilidade em aprender, a aula invertida dá a oportunidade de estudarem assuntos novos, além do currículo padrão.

## Pilares
De acordo com a comunidade Flipped Learning Network, existem quatro pilares fundamentais da sala de aula invertida, definida por sua sigla FLIP:
Flexible environment (Ambiente flexível): os educadores criam espaços adaptáveis onde os alunos escolhem quando e onde aprendem, proporcionando grande adaptabilidade ao processo. Além disso, os professores são flexíveis em suas expectativas, nos tempos de aprendizagem e na avaliação dos alunos.
Learning culture (Cultura de aprendizagem): O modelo de aprendizagem invertida muda deliberadamente a instrução para uma abordagem centrada no aluno, na qual o tempo de aula é gasto explorando tópicos com mais profundidade e criando mais oportunidades de aprendizado. Os alunos participam ativamente na construção do conhecimento, enquanto avaliam seu aprendizado de uma maneira que pode ser pessoalmente significativa.
Intentional content (Conteúdo intencional): os educadores pensam continuamente em como podem usar o modelo FLIP para ajudar os alunos a desenvolver a compreensão conceitual e a fluência processual. Os professores usam o conteúdo intencional para maximizar o tempo de aula, a fim de adotar métodos e estratégias de aprendizagem ativos centrados no aluno.
Professional educator (Educador profissional): os educadores profissionais observam continuamente os seus alunos, fornecendo-lhes feedback relevante em todos os momentos, bem como avaliando o seu trabalho. Os educadores profissionais são reflexivos em sua prática, interagem uns com os outros para melhorar a qualidade de seus ensinamentos, aceitam críticas construtivas e toleram "o caos controlado em suas salas de aula".